# راؤول خاجيمبا
راؤول خاجيمبا (21 مارس 1958), رئيس أبخازيا الأسبق تولى الرئاسة من 25 سبتمبر 2014 إلى 12 يناير 2020 